# За скляними дверима
За скляними дверима (латис. Aiz stikla durvīm) — радянський художній фільм 1979 року, знятий на Ризькій кіностудії.

## Сюжет
Гунар Берг вчиться в політехнічному інституті. Йому вісімнадцять років і у нього цілком заможні батьки. Щоб матеріально не залежати від них, Гунар вирішує попрацювати санітаром в кардіологічній клініці. Тут, щодня стикаючись з людськими трагедіями, Гунар відкриє для себе щось важливе…

## У ролях
- Мартиньш Калниньш — Гунар (дублював Гелій Сисоєв)
- Лігіта Девіца — мати (дублювала Галина Теплинська)
- Едуардс Павулс — батько (дублював Ігор Єфімов)
- Ельза Радзиня — старша медсестра (дублювала Лілія Гурова)
- Ілзе Рудолфа — Інгріда (дублювала Ольга Агеєва)
- Гунарс Цилінскіс — Лієпіньш (дублював Станіслав Ландграф)
- Еугенія Шулгайте — Рупайне (дублювала Любов Малиновська)
- Гіртс Яковлєвс — директор інституту (дублював Юрій Соловйов)
- Жанна Глєбова — Аусма, дружина Лієпіньша
- Лаймонас Норейка — епізод
- Петеріс Ґаудіньш — епізод
- Михайло Хижняков — епізод
- Олга Круміня — епізод
- Харалдс Рітенбергс — епізод
- Болеславс Ружс — епізод
- Карліс Себріс — епізод
- Улдіс Ваздікс — епізод
- Мартіньш Вердіньш — епізод
- Варіс Ветра — епізод
- Яніс Заріньш — епізод
- Мара Звайгзне — епізод
- Лелде Вікмане — епізод
- Едгар Звея — епізод
- Аусма Драгоне — епізод

## Знімальна група
- Режисер — Ольгерт Дункерс
- Сценаристи — Григорий Канович, Ісаак Фрідберг
- Оператор — Давіс Сіманіс
- Композитор — Раймонд Паулс
- Художник — Віктор Шильдкнехт